# Hottwil

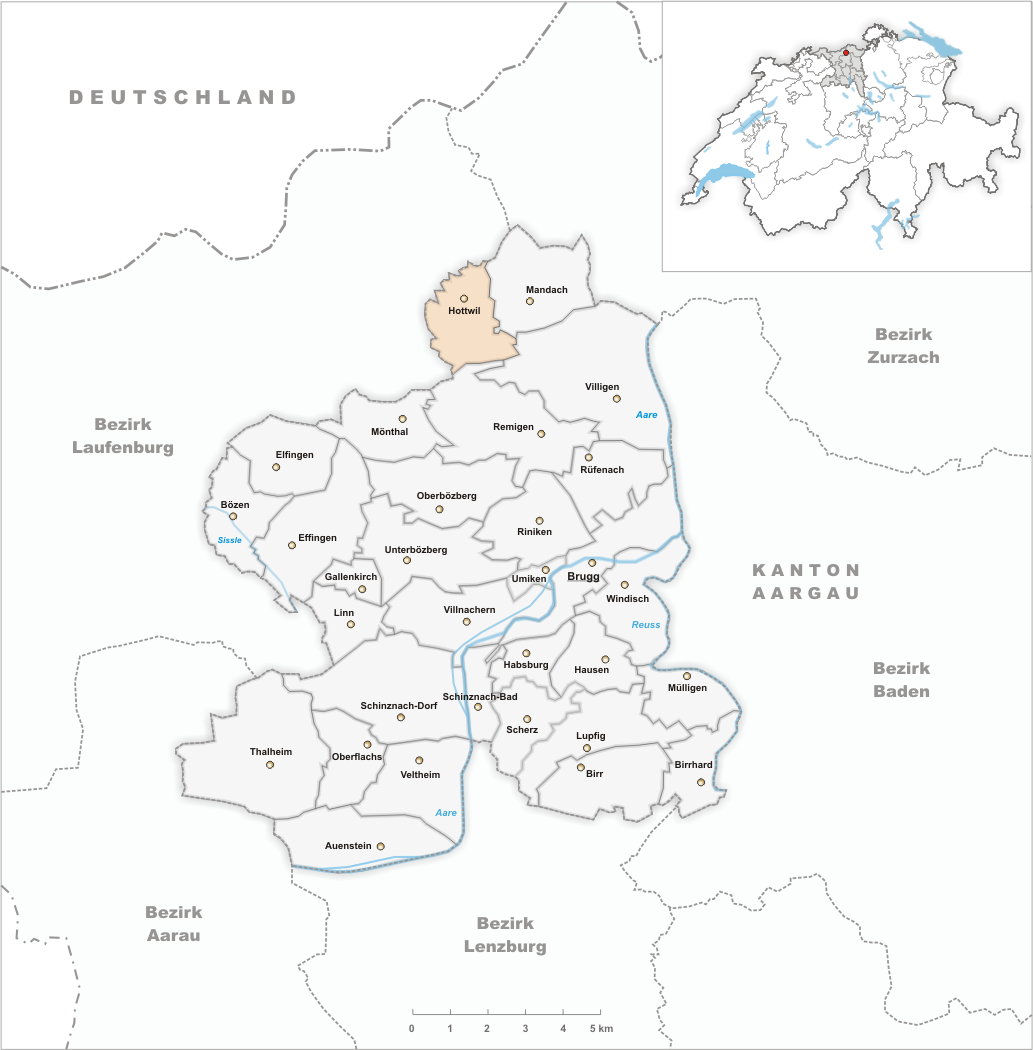
Gemeindestand vor der Fusion am 1. Januar 2010

Hottwil (in der lokalen Mundart Hottel, ˈhɔtːəl) ist ein Dorf im Schweizer Kanton Aargau. Es liegt im Nordosten der Region Fricktal. Bis Ende 2009 bildete Hottwil eine eigenständige Einwohnergemeinde im Bezirk Brugg, seither ist es eines von fünf Dörfern in der neu entstandenen Gemeinde Mettauertal im Bezirk Laufenburg.

## Geographie
Das Dorf liegt inmitten des Tafeljuras zwischen Aare- und Rheintal und ist auf allen Seiten von Hügeln umgeben. Es befindet sich am oberen Ende des Mettauertals, das durch den Etzgerbach in Richtung Nordwesten zum Rhein hin entwässert wird. Im Westen liegt der 649 Meter hohe Laubberg, im Süden der Beiberg (585 m ü. M.) und das Hottwilerhorn (646 m ü. M.), im Osten der Wessenberg (605 m ü. M.) mit einer alten Burgruine. Am Südwesthang des Wessenbergs wird Weinbau betrieben.
Die Fläche des ehemaligen Gemeindegebiets betrug 416 Hektaren, davon waren 163 Hektaren bewaldet und 18 Hektaren überbaut. Der höchste Punkt war der Gipfel des Laubbergs (649 Meter), der tiefste lag auf 395 Metern am Etzgerbach. Nachbargemeinden waren Wil im Norden, Mandach im Osten, Villigen im Südosten, Remigen im Süden und Gansingen im Westen.

## Geschichte
Die erste urkundliche Erwähnung von Hotiwilare erfolgte im Jahr 1150. Der Ortsname lässt sich vom althochdeutschen Hotinwilari ableiten und bedeutet «Hofsiedlung des Hoto». Im Mittelalter gehörte der meiste Grundbesitz den Edlen von Wessenberg, deren Burg auf dem gleichnamigen Berg an der Grenze zu Mandach lag. Landesherren und Richter waren die Habsburger, die das Dorf dem Amt Waldshut zuteilten. 1316 mussten die Habsburger die Dörfer Mandach und Hottwil wegen Geldmangels an die Wessenberger verpfänden. Diese erwarben auch die niedere und hohe Gerichtsbarkeit; sie schufen damit ein kleines, fast völlig souveränes Herrschaftsgebiet. Im Waldshuterkrieg von 1468 besetzte Bern die Herrschaft Wessenberg und fügte es zu seinen Untertanengebieten im Berner Aargau an; Hottwil war nun ein Teil des Gerichtsbezirks Wessenberg im Amt Schenkenberg. Die Berner liessen die Burg zerfallen und führten 1528 die Reformation ein.
Beim Franzoseneinfall im März 1798 wurde die Helvetische Republik errichtet und 1803 aufgelöst, seither gehört Hottwil zum Kanton Aargau. Bis heute ist Hottwil ein von der Landwirtschaft und vom Weinbau geprägtes Dorf geblieben. Zwischen 1900 und 1970 sank die Einwohnerzahl um etwa 20 Prozent, da viele Dorfbewohner gezwungen waren, anderswo nach Arbeit zu suchen. Seither ist die Bevölkerungszahl jedoch wieder leicht ansteigend.
Am 20. März 2008 beschloss die Gemeindeversammlung die Fusion von Hottwil mit Etzgen, Mettau, Oberhofen und Wil zur Gemeinde Mettauertal. Die Urnenabstimmung am 1. Juni 2008 fiel ebenfalls zugunsten einer Fusion aus. Der Zusammenschluss erfolgte am 1. Januar 2010. Da Hottwil zuvor zum Bezirk Brugg gehört hatte, wurde das ehemalige Gemeindegebiet dem Bezirk Laufenburg zugeschlagen.

## Wappen
Die Blasonierung des ehemaligen Gemeinde- und heutigen Dorfwappens lautet: «In Weiss auf grünem Boden äsender roter Hirsch.» In dieser Form besteht das Wappen seit 1872, als die Gemeinde ein Siegel führen musste. Die Symbolik des Hirsches ist nicht bekannt, die damaligen Akten geben keine Hinweise.

## Bevölkerung
Bevölkerungsentwicklung:
| Jahr      | 1764 | 1850 | 1900 | 1930 | 1950 | 1960 | 1970 | 1980 | 1990 | 2000 |
| Einwohner | 195  | 324  | 210  | 201  | 203  | 191  | 171  | 179  | 221  | 245  |

Am 31. Dezember 2008 lebten 259 Menschen in Hottwil, der Ausländeranteil betrug 6,2 %. Bei der Volkszählung 2000 waren 53,1 % reformiert und 32,2 % römisch-katholisch. 95,9 % bezeichneten Deutsch als ihre Hauptsprache.

## Bilder

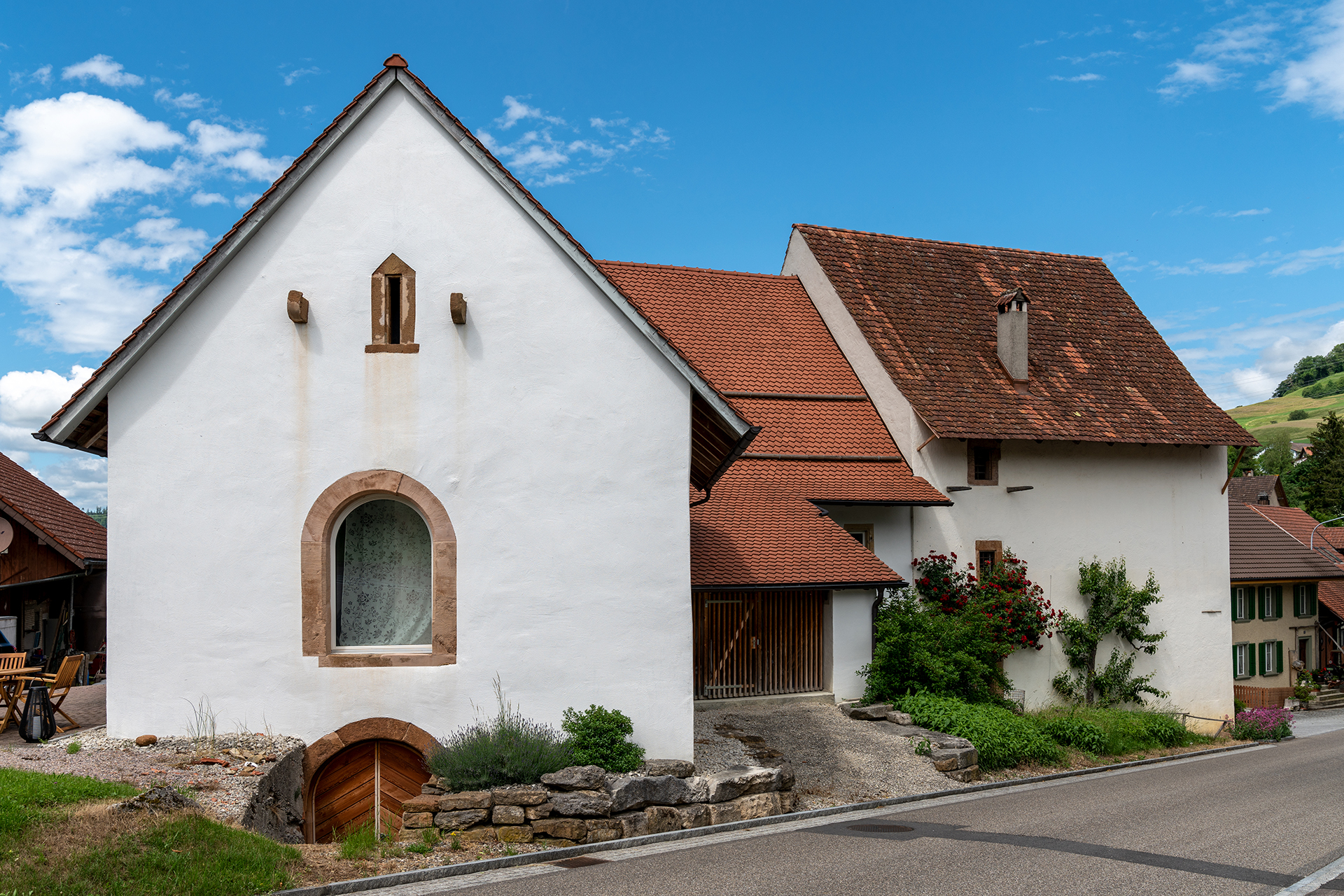
Untervogtei
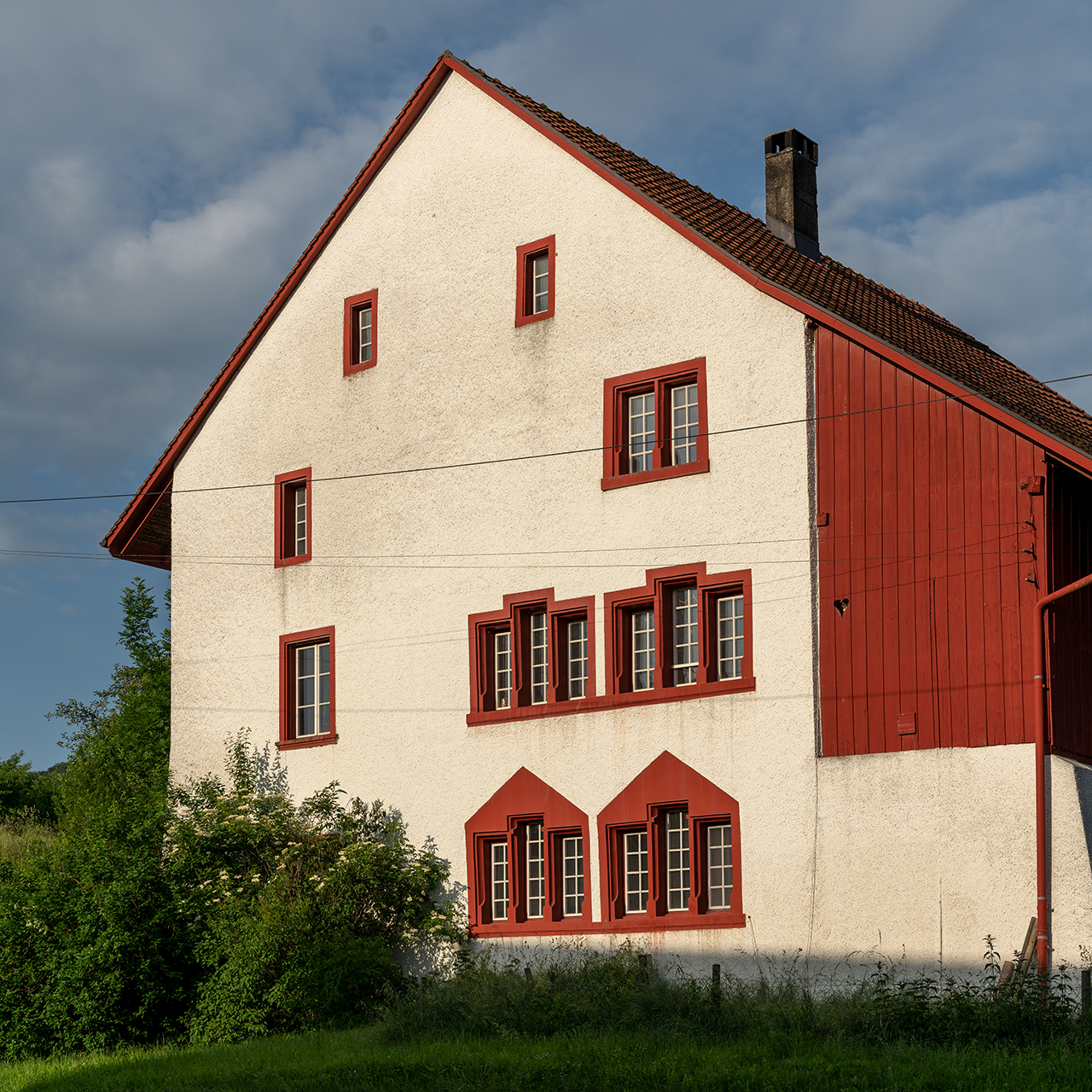
Spittel
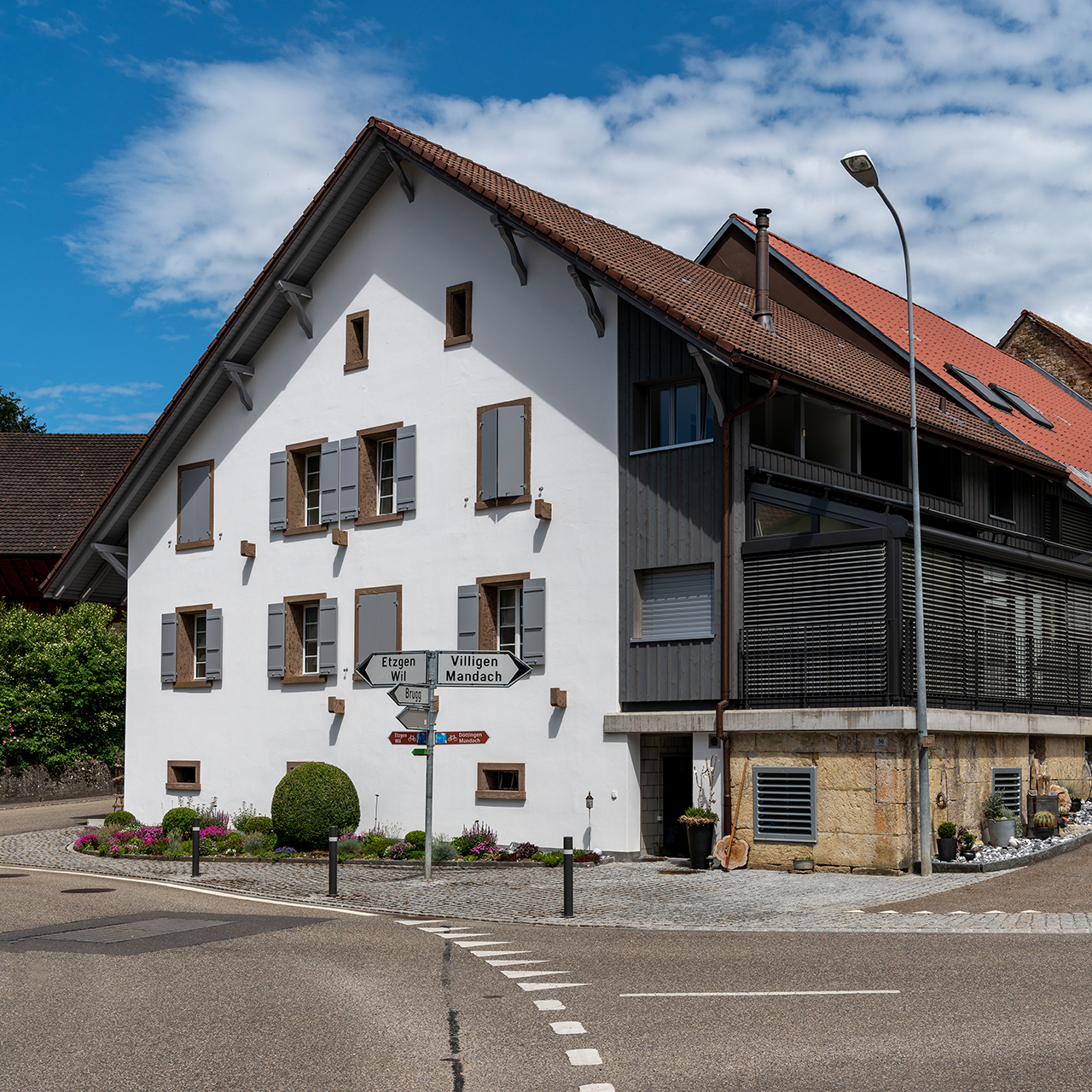
Dorfplatz
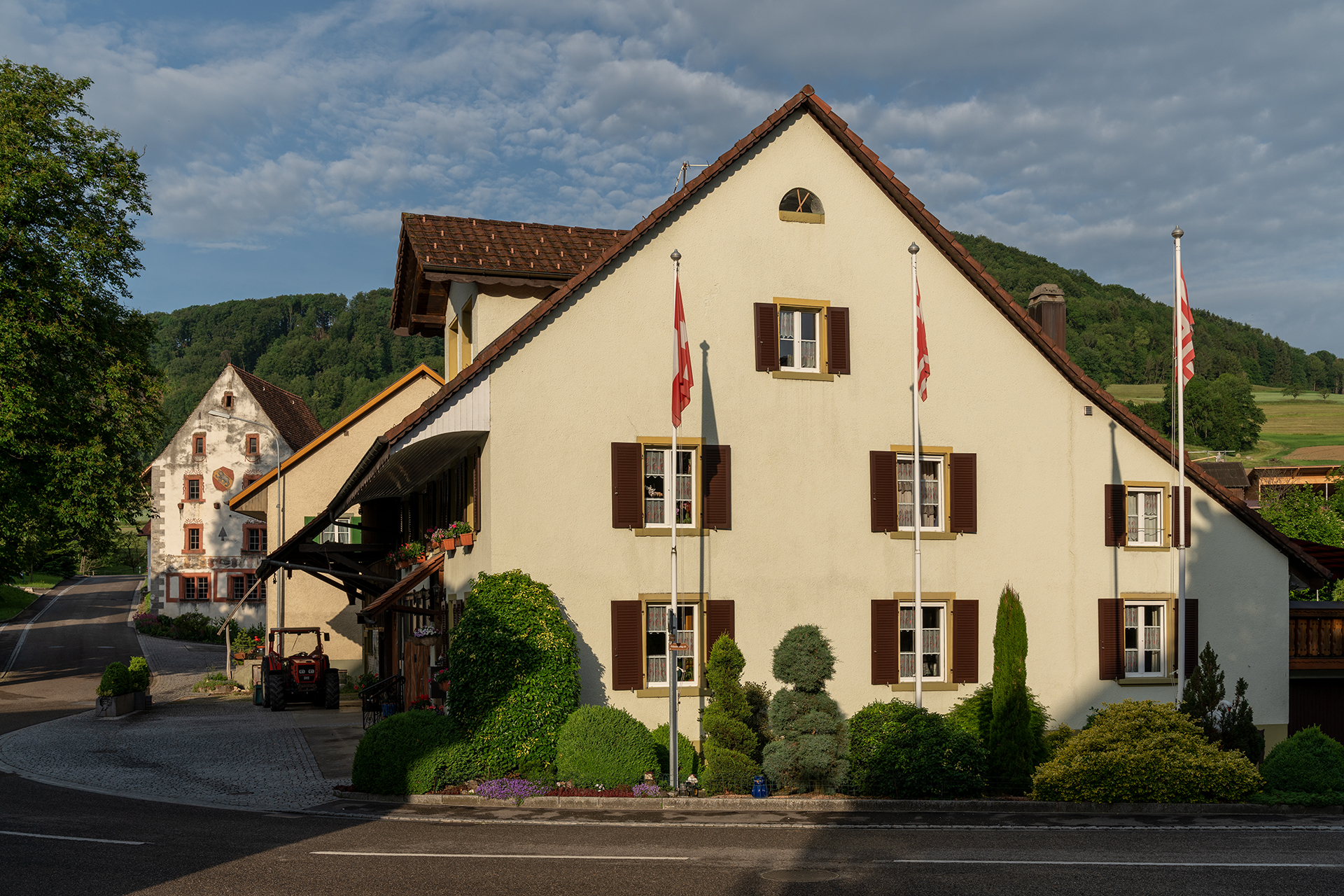
Dorfplatz

## Verkehr

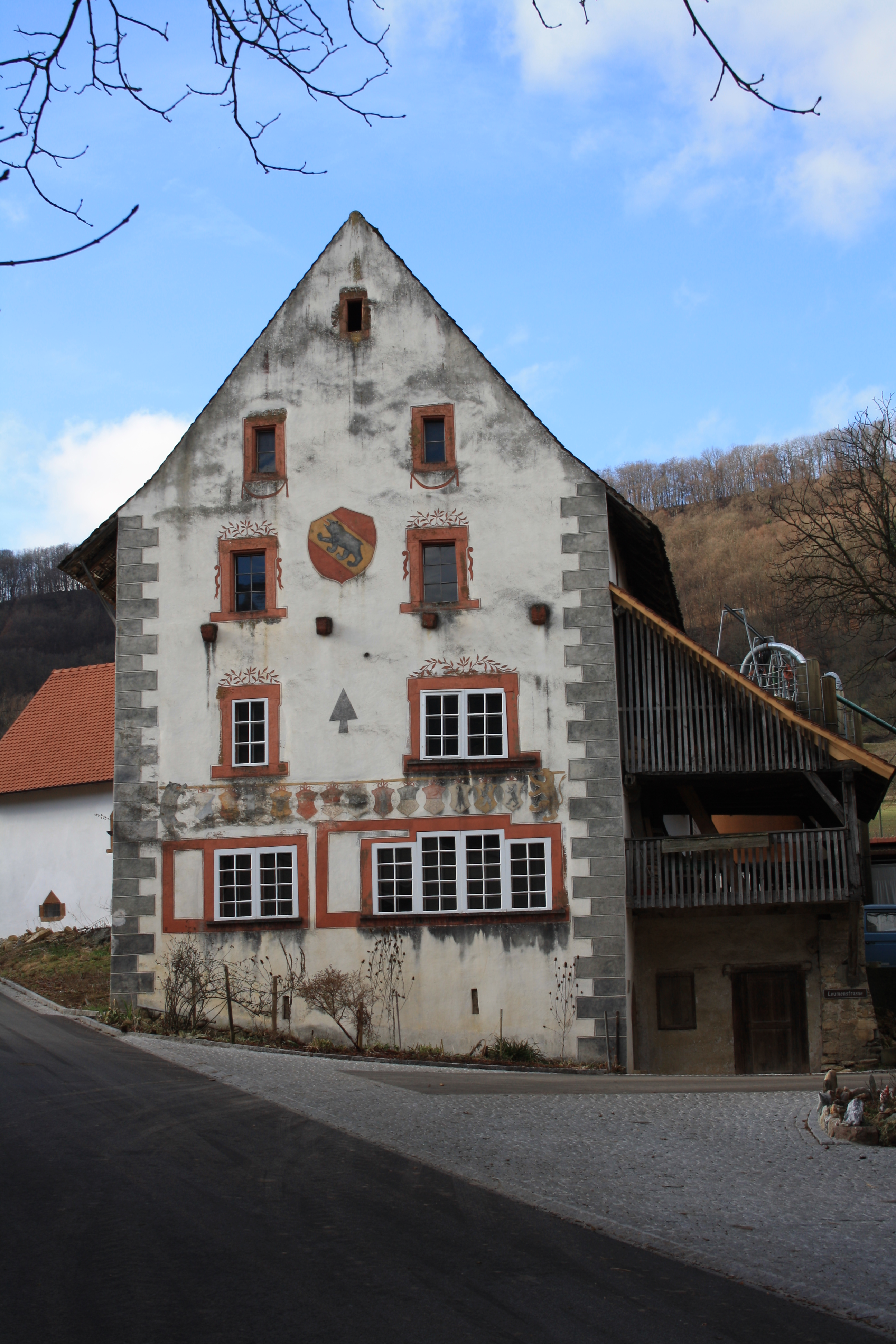
Untervogtei/Zehntenhaus

Das Dorf liegt abseits grösserer Durchgangsstrassen, die Hauptzufahrt erfolgt von Etzgen her durch das Mettauertal. Die Strasse führt weiter über den Bürersteig nach Remigen und schliesslich nach Brugg. Nebenstrassen führen nach Gansingen, Mandach und Villigen. Hottwil wird durch die Postautolinie Brugg–Laufenburg an das Netz des öffentlichen Verkehrs angebunden.